# Убік
«Убік» (англ. Ubik) — науково-фантастичний роман американського письменника Філіпа К. Діка. Твір є одним із найвідоміших романів Діка. 2009 року журнал «Тайм» долучив його до списку 100 найкращих романів з 1923 року. У своєму огляді для «Тайм» Лев Ґроссман описав його як «глибоко тривожну екзистенціальну історію жахів, страшний сон, з якого ви ніколи не будете певні, що прокинулись».
«Убік» занурює читача в химерний футуристичний світ, де межа між живими та мертвими здається дуже невиразною. У романі Філіп Дік змалював екзистенційну людську драму, сповнену глибоких людських відчуттів.
Уперше українською мовою твір видало 2018 року видавництво «Komubook» у перекладі Ірини Гаврилюк і дизайном обкладинки від Жолта Пайона в українській адаптації Михайла Федишака.

## Критика
Оглядач сайту mrpl.city Іван Синєпалов розташував роман на 3 місці у переліку найкращих книжок, виданих українською мовою у 2018 році. На його думку, це «дуже динамічна, драматична та гостро психологічна річ, яка залишає по собі тривалий післясмак та важке книжкове похмілля».